# Natuurinclusieve landbouw
Natuurinclusieve landbouw is een vorm van duurzame landbouw die streeft naar een positieve, wederkerige relatie tussen de landbouw-bedrijfsvoering en natuurlijk kapitaal (Van Doorn et al., 2016). Voedselproductie wordt ondersteund door natuurlijke processen en de landbouw draagt zorgt voor het bestendigen van natuurlijke processen. Hierdoor is natuurinclusieve landbouw onderdeel van een veerkrachtig eco- en voedselsysteem, en draagt het actief bij aan de kwaliteit van diezelfde natuurlijke omgeving. Natuurinclusieve landbouw produceert voedsel binnen de grenzen van natuur, milieu en leefomgeving, met een positief effect op de biodiversiteit (Erisman et al., 2017). 

## Definitie
Natuurinclusieve landbouw heeft in twee wetenschappelijke rapporten een brede definitie gekregen (Van Doorn et al, 2016; Erisman et al., 2017). Drie dimensies zijn gebruikt om de eerste definitie te ontwikkelen (Van Doorn et al., 2016):
1. Benutten van natuur: het in stand houden, versterken en gebruikmaken van biodiversiteit en ecosysteemdiensten op het bedrijf. Dit betekent een goede benutting van de diensten en mogelijkheden die de natuur aan de bedrijfsvoering biedt, zoals natuurlijke ziekte- en plaagwering, bestuiving, waterzuivering, bodemvruchtbaarheid en een goede bodemstructuur.
2. Sparen van natuur: door gebruik te maken van ecosysteemdiensten en het sluiten van kringlopen richting nul-emissie kan er steeds efficiënter gebruik worden gemaakt van grondstoffen en wordt de invloed van de bedrijfsvoering op de water, bodem en lucht steeds kleiner.
3. Zorgen voor natuur: door (aanleg en) onderhoud van landschapselementen wordt een groene infrastructuur op landbouwgrond in stand gehouden (belangrijk voor flora en fauna). Agrarisch natuurbeheer zorgt voor het voortbestaan van bijvoorbeeld weide- en akkervogels en andere boerenland soorten.

Aanvullend op de drie principes zijn er vier pijlers ontwikkeld die de basis van natuurinclusieve landbouw beschrijven (Erisman et al., 2017):
1. Functionele agrobiodiversiteit (FAB): biodiversiteit die nuttig is voor de agrarische processen. Denk aan het bodemleven, zoals regenwormen die met hun gangen bijdragen aan een goede bodemstructuur (en afwatering!).
2. Landschappelijke diversiteit: een variatie aan heggen, hagen, erfsingels, slootkanten en bermen vormen het leefgebied voor de soorten die een rol spelen in functionele agrobiodiversiteit en voor planten- en diersoorten die passen in het landelijk gebied. Hoe meer variatie en kwaliteit van leefgebieden, hoe meer verschillende soorten zich er thuis voelen.
3. Specifieke soorten: een aantal soorten komt bij uitstek voor in het agrarisch gebied, zoals de weidevogels en akkervogels (boerenlandvogels). Voor sommige van die soorten zijn aanvullende maatregelen nodig om de juiste leefruimte te bieden en in stand te houden. Denk bijvoorbeeld aan een goed mozaïekbeheer voor weidevogels en ‘vogelvriendelijk’ maaibeheer.
4. Brongebieden en verbindingen: biodiversiteit stopt niet aan de rand van een bedrijf. Het is dus belangrijk om beheer op regionaal niveau af te stemmen en te zorgen voor (natte en droge) verbindingen tussen natuur in agrarisch gebied en natuurgebieden en andere hotspots van biodiversiteit. Hiervoor is afstemming tussen agrariërs, waterschappen en natuurbeheerders nodig.

De definitie van natuurinclusieve landbouw laat veel ruimte voor brede interpretatie, waardoor natuurinclusieve landbouw er in de praktijk heel verschillend uit kan zien: van een bloemrijke akkerrand op een verder gangbaar bedrijf tot een extensieve begrazing van schraalgraslanden en alles wat daar tussen zit. Dat maakt het ingewikkeld om duidelijk te maken wat natuurinclusieve landbouw concreet inhoudt en hoe het concept kan bijdragen aan het behalen van de natuurdoelen, aan het algemeen verbeteren van de natuurkwaliteit en tegelijk perspectief kan bieden voor een duurzame agrarische bedrijfsvoering. Het ontbreken van een concrete visie, doelen en ambities is dan ook een van de vijf belangrijkste mechanismen die verdere overschakeling richting natuurinclusieve bedrijven hindert (Vermunt et al., 2022). Om de definitie op te helderen zijn er verschillende niveaus van natuurinclusieve landbouw ontwikkeld. 

## Niveaus
Naast de vier pijlers zijn er vier ambitieniveaus ontwikkeld voor natuurinclusieve landbouw om de mate van natuurinclusiviteit op een bedrijf te kunnen beschrijven (Erisman et al., 2017). Daarbij is niveau 0 het minst natuurinclusief, niveau 3 het meest. De niveaus zijn vervolgens concreter en kwantitatief gemaakt op basis van de drie dimensies die hierboven beschreven zijn (Van Doorn et al., 2025). Hierna volgt de kwalitatieve omschrijving van de niveaus. Bijbehorende waarden op verschillende indicatoren is te vinden in de publicatie.
Niveau 0
Er wordt enkel voldaan aan wettelijke milieu- en natuurvoorschriften. De eisen komen voort uit Europese richtlijnen of verordeningen, zoals bijvoorbeeld de vogel- en habitatrichtlijn (VHR), de Nitraatrichtlijn (NR) en de Kaderrichtlijn Water (KRW). Ook gaat het om de normen voor een goede landbouw en milieucondities (GLMC’s), zoals daar zijn voor o.a. blijvend grasland, bufferstroken, gewasrotatie en landschapselementen.
Verder is op deze bedrijven het areaal met natuurlijke elementen of geschikt leefgebied voor flora en fauna zeer beperkt en er zijn weinig tot geen maatregelen genomen om emissies bovenwettelijk te beperken of natuurlijke processen duurzaam te benutten.
Niveau 1
In de praktijk zijn er twee strategieën die boeren volgen om te starten met natuurinclusieve landbouw:
1. Het natuurinclusiever maken van het agrarisch productieproces. De natuur wordt minder belast (er wordt meer ‘gespaard’), en er wordt optimaal ‘benut’ in de productie om externe inputs van bijvoorbeeld meststoffen te vervangen door het gebruik van vlinderbloemigen het het bouwplan.
2. De zorg voor specifieke soorten en landschap door leefgebied op percelen en in het beheer van landschapselementen te creëren. Hierdoor worden bedrijven ‘verrijkt’ met juiste condities voor specifieke soorten van de Vogel- en Habitatrichtlijn (bijvoorbeeld het maaibeheer aanpassen voor broedvogels), en ook algemene soorten die geschaard worden onder Basiskwaliteit Natuur (aanleg en beheer randen en landschapselementen).

Deze aanpassingen zijn vaak tijdelijk of beperkt van schaal en vragen geen fundamentele verandering van de bedrijfsstrategie. De verschillende strategieën versterken elkaar, en bij niveaus 2 en 3 zijn ze niet meer los van elkaar te zien.
Niveau 2
Op dit niveau zijn natuurinclusieve maatregelen structureel onderdeel van het bedrijf. Boeren combineren de een natuurinclusief productieproces met de zorg voor soorten en landschap (ze werken dus op alle dimensies). Daarbij worden gangbare maatregelen vervangen door natuurinclusieve alternatieven, waarvoor keuzes gemaakt worden die moeilijk jaarlijks te herzien zijn, zoals aanleg van landschapselementen voor lange termijn of het aanpassen van het machinepark.
De inzet op natuurlijke processen neemt toe door functionele biodiversiteit te ondersteunen, waardoor het gebruik van externe inputs afneemt. Denk hierbij bijvoorbeeld aan het stimuleren van natuurlijke bestrijders door bloemrijke randen aan te leggen waardoor er minder gewasbeschermingsmiddelen worden gebruikt. 
Niveau 3
De landbouw is op dit niveau volledig geïntegreerd met natuurlijke processen. Bedrijven zijn afgestemd op de lokale ecologische omstandigheden en hebben gesloten kringlopen, lage emissies en een hoge mate van biodiversiteit op en rond het bedrijf. Het bedrijfssysteem is afgestemd op regionale water-, klimaat- en/of natuurdoelen. De keuzes die daarbij gemaakt worden zijn ingrijpen en werken fundamenteel anders dan wat gangbaar is in de landbouw. De productie is gebaseerd op functionele agrobiodiversiteit en natuurlijke hulpbronnen, met minimale externe inputs. Percelen zijn kleinschalig door een uitgebreid netwerk van heggen, sloten, oevers of akkerranden die past bij het omliggende landschap (groenblauwe dooradering). 

## Verweven en scheiden
Natuurinclusieve landbouw stelt dat landbouwproductie en natuurbehoud samen kunnen bestaan. Er zijn verschillende standpunten over hoe deze twee doelen het beste gecombineerd kunnen worden. Aan de ene kant is er het scheidingsprincipe, waarbij landbouw en natuur worden gescheiden, met de focus op intensieve landbouwpraktijken die de productie op vruchtbare gronden maximaliseren. Dit leidt tot minder landbouwgrond die nodig is, waardoor er ruimte vrijkomt voor natuurbehoud. Dit concept staat bekend als land sparing, waarbij landbouw en natuur als gescheiden entiteiten worden gezien.
Aan de andere kant is er het verwevingsprincipe, waarbij natuurbehoud wordt geïntegreerd in landbouwpraktijken. Hierbij blijft landbouwgrond aantrekkelijk voor wilde soorten door bijvoorbeeld landschapselementen te behouden en het gebruik van kunstmest en bestrijdingsmiddelen te verminderen. Voorbeelden van verweven landbouw zijn biologische landbouw, geïntegreerde landbouw en deelname aan agrarisch natuurbeheer, wat allemaal valt onder het land sharing principe. Ook reguliere landbouw die gebruik maakt van natuurlijke vijanden tegen ziekten en plagen, of natuurlijke bodemvruchtbaarheid, valt hieronder. In de praktijk gaat de discussie over het niveau waarop landbouw en natuur gecombineerd moeten worden, bijvoorbeeld op perceelniveau, bedrijfsniveau of op grotere schaal. De verhouding tussen landbouw en natuur kan variëren, afhankelijk van de lokale omstandigheden, waarbij soms scheiden en soms verweven de beste oplossing is.

## Veerkrachtigheid
Natuurinclusieve landbouw kan dus geschaard worden onder het verwevingsprincipe. Natuurinclusieve landbouw richt zich op het creëren van veerkrachtige landbouwsystemen die bestand zijn tegen verstoringen zoals klimaatverandering, plagen en ziekten (Erisman et al., 2016). Het doel is om zowel duurzame voedselproductie als natuurbehoud te combineren, waarbij de nadruk ligt op robuuste agro-ecosystemen. Hoewel de productiviteit op de korte termijn lager kan zijn dan bij conventionele landbouw, zorgt de veerkracht van het systeem er op lange termijn voor dat de productie gewaarborgd blijft. Dit in tegenstelling tot het gangbare landbouwmodel, dat sterk afhankelijk is van externe inputs en gericht is op kortetermijnproductie, wat kan leiden tot milieuproblemen zoals afnemende bodemkwaliteit. Door het bevorderen van biodiversiteit en het behouden van natuurlijke bodemprocessen, streeft natuurinclusieve landbouw naar een duurzamer en veerkrachtiger landbouwsysteem. 

## Verwante concepten
Natuurinclusieve landbouw is een parapluterm voor veel andere concepten die natuur integreren op het landbouwbedrijf. In deze paragraaf worden verschillende concepten met elkaar vergeleken in hun doelen, definities en ambities.
Er zijn veel overeenkomsten tussen agro-ecologie en natuurinclusieve landbouw. Agro-ecologie zoekt naar mogelijkheden om voedselproductie te bevorderen en te verduurzamen door gebruik te maken van een positieve interactie tussen het voedselproductiedeel en de ecologisch relevante omgeving en door ecologische processen zoals natuurlijke kringlopen en interacties tussen organismen te optimaliseren voor voedselproductie. Er is dan ook overeenkomst tussen natuurinclusieve landbouw en meerdere agro-ecologische principes. Het belangrijkste verschil is dat natuurinclusieve landbouw meer aan wilt sluiten op de huidige nationale (mainstream) landbouwsector, terwijl agroecologie meer focust op de lokale context en transitie van het voedselsysteem (Van Doorn et al., 2016). Natuurinclusieve landbouw komt deels overeen met ecologisch intensiveren, alleen is de laatste minder specifiek en ambitieus in de natuurdoelen en criteria (geen behoud van biodiversiteit op landschapsschaal, geen gesloten kringlopen of vermindering watergebruik).
Biologische landbouw heeft als enige concept op internationaal niveau geen criteria voor biodiversiteit, maar in Nederland wel aanvullende normen voor de verschillende sectoren hanteert. Daarnaast worden er condities gecreëerd die biodiversiteit kunnen bevorderen, en wordt er vaak meer gedaan dan alleen de criteria voor biologische certificering door boeren, waardoor de biodiversiteit over het algemeen hoger is op biologische dan gangbare bedrijven (Bengtsson et al., 2005; Tuck et al., 2014). Deze resultaten zijn wel variabel per soortgroep en per schaal. Ondanks dat er meer biodiversiteit gevonden wordt op biologische bedrijven, is het behoud van habitat op landschapsschaal essentiëler is voor algehele biodiversiteitwinst (Tscharntke et al., 2021). Veel andere concepten zetten daarom in op een minimum hoeveelheid landschapselementen zoals bij natuurinclusieve landbouw: biodynamische landbouw en Boeren voor Natuur vragen beide minimaal 10% landschapselementen op bedrijfsniveau. Bovendien proberen beide concepten kringlopen te sluiten (bij Boeren voor Natuur een voorwaarde) en worden er geen chemische gewasbeschermingsmiddelen gebruikt, zoals ook genoemd wordt bij natuurinclusieve landbouw. Wat niet overeen komt is het doel van natuurinclusieve landbouw om specifieke soorten te behouden. Alleen High Nature Value farming streeft ook naar dit doel. Regeneratieve landbouw verschilt het meeste van natuurinclusieve landbouw omdat de focus is op de bodem, en niet op het behoud van bovengrondse biodiversiteit, landschapselementen en specifieke soorten.